# Constitution de Bayonne
Pour les articles homonymes, voir constitution espagnole.
Constitution de 1812

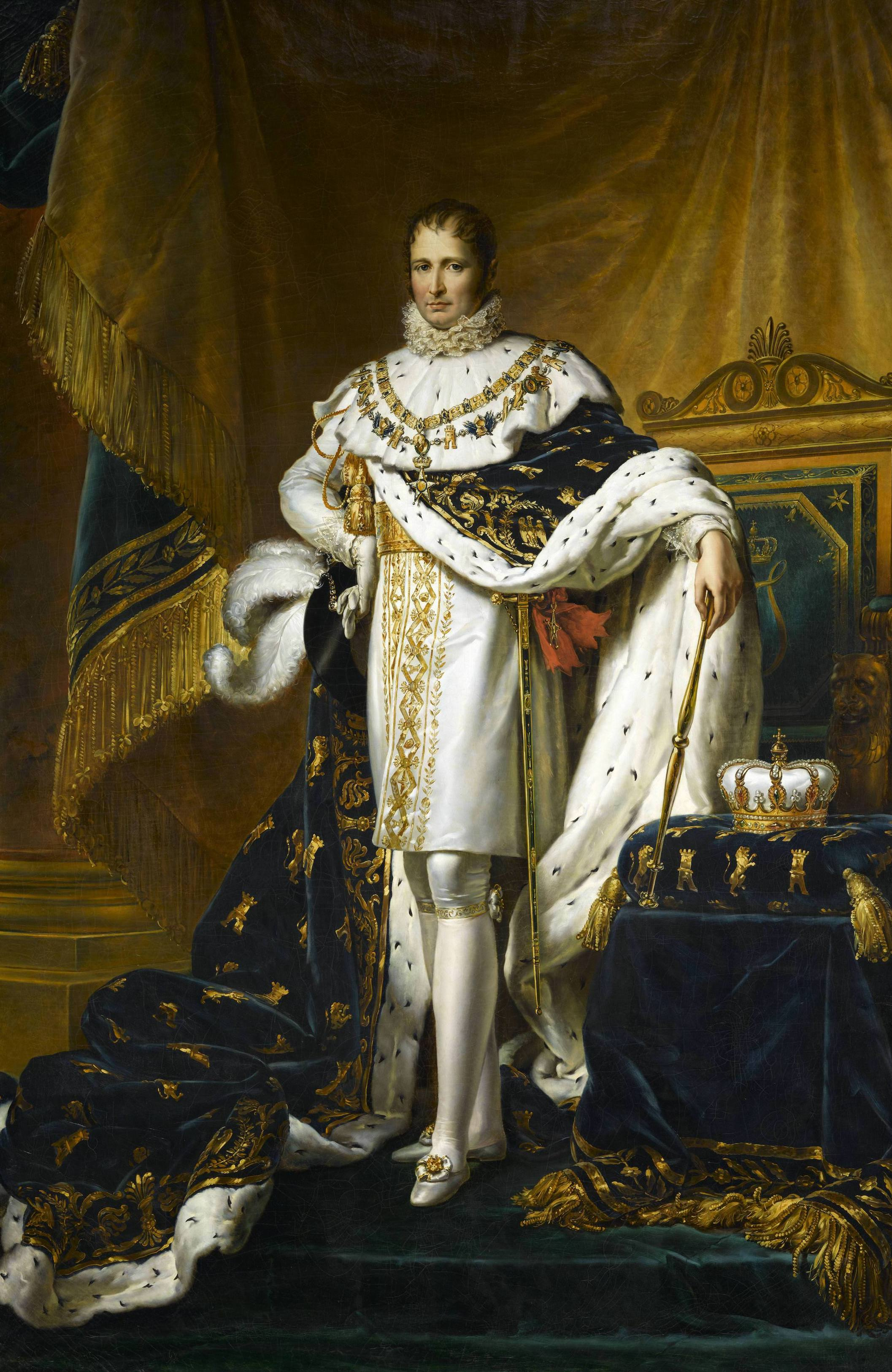
Joseph Bonaparte, roi des Espagnes et des Indes.

La constitution de Bayonne, également appelée Statut de Bayonne ou encore Charte de Bayonne, officiellement en français l’Acte constitutionnel de l’Espagne, est la charte octroyée (es) approuvée à Bayonne le 8 juillet 1808, par une « Assemblée nationale » de soixante-quinze notables espagnols, par lequel le régime de monarchie absolue de l'Espagne est remplacé par une monarchie constitutionnelle, d'inspiration napoléonienne.
Dès le 9 juillet, Joseph Bonaparte, frère de Napoléon, entre en Espagne, prendre possession de son nouveau royaume, sous le nom de Joseph Ier (José I), après celui de Naples cédé le 15 juillet à Murat.

## Histoire
La crise de l'ancien régime absolutiste s'aggrave en 1808, menant au soulèvement d'Aranjuez contre Manuel Godoy et Charles IV d'Espagne. Celui-ci abdique en faveur de son fils Ferdinand VII, mais avant qu'il ait pu consolider son pouvoir, Napoléon convoque à Bayonne une Assemblée de notables espagnols, auxquels il présente un texte de Constitution, promulguée le 8 juillet 1808.
Chronologiquement, sa genèse doit se dérouler de la manière suivante :
- Charles IV renonce à ses droits sur la couronne d'Espagne en faveur de Napoléon Bonaparte ;
- Ferdinand VII abdique en faveur de son père Charles IV, sans savoir qu'il avait auparavant renoncé à ses droits.
- Le frère de Charles IV Antoine-Pascal de Bourbon, ainsi que ses fils Ferdinand et Charles, renoncent à leurs droits sur la couronne d'Espagne en faveur de Napoléon ;
- Napoléon ordonne à Joachim Murat, duc de Berg et maréchal d'Empire, de convoquer une assemblée à Bayonne ;
- Le 6 juin 1808 Napoléon désigne son frère Joseph comme roi d'Espagne ;
- La Constitution est élaborée du 15 au 30 juin 1808, puis promulguée le 8 juillet 1808.

Cette constitution prend la forme d'une charte octroyée (es) puisqu'elle n'a pas été élaborée par les représentants de la Nation. Elle organise l'Espagne comme une monarchie héréditaire dans laquelle le monarque occupe le centre du pouvoir politique, mais avec l'obligation de respecter les droits civils proclamés par le texte.
Elle est née dans un contexte complexe, en dehors du territoire national, elle a été marquée par un point de vue très francophile et parrainée par les libéraux modérés. Son origine et son procédé ne permettent pas de la considérer comme une Constitution, mais comme une charte octroyée car le projet de statut fut proposé par Napoléon à 91 députés à qui il était seulement accordé de délibérer sur son contenu. Il n'existait pas de volonté préalable d'élaborer un document constitutionnel, il leur a imposé un texte et un nombre réduit de participants convoqués en territoire français.

## Contenu
La Constitution de Bayonne a la structure suivante :
- Pouvoir législatif : initiative réelle, qui promulgue que les différentes parties ont été entendues ;
- Pouvoir exécutif : correspond au Roi et à ses ministres. Le Roi ordonne et les ministres sont responsables ;
- Pouvoir judiciaire : il est indépendant, mais le Roi nomme les juges.

En principe, elle est fondée sur la définition confessionnelle de l'État, pour pouvoir traiter avant tout de tout ce qui fait référence à la Couronne, et par extension de l'arbre institutionnel, avec une partie finale consacrée à la reconnaissance désordonnée des droits et libertés. Malgré le fait qu'elle établisse un ensemble d'institutions, on ne peut pas vraiment y déceler une véritable division des pouvoirs : les attributions du monarque y sont importantes, le Parlement (las Cortes en espagnol) est structuré dans la représentation étatique, et les sénateurs et députés n'ont finalement pas force de décision. Concernant les droits et libertés, il faut souligner le caractère confessionnel exacerbé qu'elle attribue à l'Espagne.
Article 1
Il signale que « la religion Catholique, Apostolique et Romaine, en Espagne et dans toutes les possessions espagnoles, est la religion du Roi et de la Nation, et nulle autre religion n'y est permise. »
On constate à la fin de la Constitution des dispositions générales concernant les droits et libertés. L'influence de la Révolution française y est importante : on y voit les prémices des droits initiés par le libéralisme bourgeois :
- Suppression des douanes intérieures[4]
- Affirmation du caractère inviolable du domicile[5]
- Liberté personnelle
- Création de droits du détenu et du prisonnier[6]
- Abolition de la torture (en relation avec le droit à l'intégrité physique et morale)[7]
- La Couronne : la Constitution procure un rôle prédominant au monarque, bien que son statut personnel et ses prérogatives ne soient pas clairement énoncés. Néanmoins, le fonctionnement des institutions révèle son immense pouvoir, comme le montrent quatre des 13 articles qui font référence à sa situation (au travers de la religion).

Article 2

« La Couronne des Espagnes et des Indes sera héréditaire dans notre descendance directe, naturelle et légitime, d'homme à homme, par ordre de primogéniture et par exclusion perpétuelle des individus de sexe féminin.
En l'absence de notre descendance masculine naturelle et légitime, la Couronne des Espagnes et des Indes reviendra à notre très cher et très aimé frère Napoléon, Empereur des Français et Roi d'Italie, et à ses héritiers et descendants mâles, naturels et légitimes ou adoptifs.
En l'absence de la descendance masculine, naturelle ou légitime ou adoptive de droit de notre très cher et très aimé frère Napoléon, la Couronne passera aux descendants mâles, naturels et légitimes du Prince Louis Bonaparte, Roi de Hollande.
En l'absence de la descendance masculine naturelle et légitime du Prince Louis-Napoloné, la Couronne ira aux descendants mâles naturels et légitimes du Prince Jérôme Bonaparte, Roi de Westphalie.
En leur absence, le fils aîné, né avant la mort du feu roi, la fille aînée parmi celles qui ont des fils, et ses descendants mâles, naturels et légitimes, et si le dernier roi n'a pas désigné sa fille ayant une descendance masculine, il nommera son successeur selon sa volonté, que ce soit parmi les siens, ou parmi ceux qu'il jugera dignes de la domination de l'Espagne.
Cette désignation du Roi sera présentée aux Cortes pour obtenir leur approbation. »

Article 3
La Couronne des Espagnes et des Indes ne pourra jamais se réunir avec l'autre dans la même personne.
Article 4
Dans tous les édits, lois et règlements, les titres du Roi des Espagnes seront : D. N..., par la grâce de Dieu et par la Constitution de l'État, Roi des Espagnes et des Indes.
Article 5
Le Roi, après être monté sur le trône ou avoir atteint sa majorité, prêtera serment sur les Évangiles, en présence du Sénat, du Conseil d'État, des Cortes et du Conseil Réel, appelé de Castille.
Le ministre Secrétaire d'État étendra l'acte de la présentation du serment.
Article 6
La forme du serment du Roi sera la suivante :

« Je jure sur les saints Évangiles de respecter et faire respecter notre saint religion, observer et faire observer la Constitution, conserver l'intégrité et l'indépendance de l'Espagne et de ses possessions, respecter et faire respecter la liberté individuelle et la propriété et gouverner dans la seule optique de l'intérêt, du bonheur et de la gloire de la nation espagnole. »

Article 7
Les peuples des Espagnes et des Indes prêteront serment au Roi sous ces formes : « Je jure fidélité et obéissance au Roi, à la Constitution et aux Lois. »
Les Cortesils se structurent en trois états (haut clergé, noblesse et peuple). On retrouve ici la forte influence de l'Ancien Régime, en parfaite contradiction avec les principes inspirés de la Révolution. Le pouvoir législatif ne leur est pas attribué de manière formelle, à l'exception de quelques préceptes de manière tacite.
Le Gouvernement et l'Administrationle gouvernement est composé de sept à neuf ministres, nommés par le Roi. Ils sont responsables de l'exécution des lois et des ordres donnés par celui-ci. Le gouvernement gère également le Ministère des Finances, qui travaille notamment à la suppression des douanes intérieures, sépare le Trésor public de celui de la Couronne, et mène un Tribunal de la Comptabilité qui fait l'examen des comptes publics.
Le Conseil d'Étatc'est un organe qui regroupe des fonctions disséminées sous l'Ancien Régime où se confondent des tâches autant normatives qu'exécutives ou judiciaires. Il a la faculté d'examiner et étendre les projets de lois civiles et criminelles ainsi que les règlements généraux de l'Administration. Ses fonctions ne doivent pas être confondues avec celles de l'actuel Conseil d'État espagnol, simplement consultatif.
Le Pouvoir judiciaireil a une importance cruciale. Il est configuré de façon à être indépendant, bien que le Roi nomme tous les juges. Il s'articule en différentes instances auxquelles les citoyens peuvent faire appel, il est chargé de faire la publicité des processus criminels et il est assigné à la création d'un unique Code de lois civiles et criminelles ou de commerce dans les possessions des Espagnes et des Indes, dans le but de rationaliser le système normatif chaotique précédent.